# Pungești
Pungești – wieś w Rumunii, w okręgu Vaslui, w gminie Pungești. W 2011 roku liczyła 892 mieszkańców.